# عادل میشال
عادل میشال (انگلیسی: Adel Mechaal؛ زادهٔ ۵ دسامبر ۱۹۹۰) ورزشکار دو و میدانی اهل اسپانیا است.
وی در مسابقات کشوری و بین‌المللی در مجموع برندهٔ ۱ مدال طلا شده‌است.